# Mateusz Grajek
Mateusz Krystian Grajek – polski psycholog, specjalista zdrowia publicznego, dr hab. nauk medycznych i nauk o zdrowiu, dr mult., adiunkt Zakładu Zdrowia Publicznego Katedry Polityki Zdrowia Publicznego Wydziału Zdrowia Publicznego w Bytomiu Śląskiego Uniwersytetu Medycznego w Katowicach.

## Życiorys
Absolwent liceum ogólnokształcącego Zespołu Szkół Technicznych i Ogólnokształcących "Meritum" im. Piotra Kołodzieja w Siemianowicach Śląskich. W 2010 roku ukończył studia pierwszego stopnia, a następnie w 2012 roku studia drugiego stopnia na kierunku zdrowie publiczne na Śląskim Uniwersytecie Medycznym w Katowicach oraz kierunku biotechnologia na Uniwersytecie Opolskim, a w 2022 roku uzyskał tytuł magistra psychologii w Wyższej Szkole Bezpieczeństwa w Poznaniu.
W dniu 13 maja 2019 roku obronił pracę doktorską pt. Żywienie osób starszych w domach pomocy społecznej na Śląskim Uniwersytecie Medycznym w Katowicach, następnie w 18 września 2023 roku obronił drugą pracę doktorską pt. Występowanie zachowań ortorektycznych i emocjonalnego jedzenia wśród młodych osób wykazujących zróżnicowaną aktywność fizyczną i sposób odżywiania na Akademii Wychowania Fizycznego im. Jerzego Kukuczki w Katowicach. 27 września 2024 roku uzyskał stopień naukowy doktora habilitowanego nauk medycznych i nauk o zdrowiu za cykl publikacji pt. Sytuacja epidemiologiczna związana z COVID-19 a implikacje dla zdrowia psychicznego wybranych grup ludności.
Jest adiunktem badawczo-dydaktycznym Zakładu Zdrowia Publicznego Katedry Polityki Zdrowia Publicznego Wydziału Zdrowia Publicznego w Bytomiu Śląskiego Uniwersytetu Medycznego w Katowicach. Od 2021 roku wraz z Ogólnopolskim Stowarzyszeniem Koordynatorów Opieki Onkologicznej aktywnie uczestniczy w działaniach mających na celu usankcjonowanie roli i kompetencji koordynatora medycznego w polskim systemie ochrony zdrowia.
Jego podstawowa działalność naukowa koncentruje się wokół zagadnień psychospołecznych uwarunkowań zdrowia człowieka, ze szczególnym uwzględnieniem zaburzeń psychicznych związanych ze stresem, kryzysem i traumą oraz zaburzeń związanych z nieprawidłowym odżywianiem i uzależnieniami behawioralnymi. 

## Zespół stresu popandemicznego
Badania Mateusza Grajka dotyczące psychicznych skutków pandemii COVID-19 zapoczątkowały w Polsce dyskusję nad "zespołem stresu popandemicznego" . Termin ten został zainspirowany pojęciem zespołu stresu pourazowego (PTSD), a pierwszy raz użył go Owen O'Kane w 2021 roku. Mateusz Grajek w swoich badaniach zaobserwował, że pandemia wywołała długotrwałe skutki dla zdrowia psychicznego u wielu osób, nawet po złagodzeniu restrykcji. Zaobserwowane objawy to m.in. niepokój, obniżony nastrój, trudności ze snem oraz lęk o zdrowie swoje i bliskich. Wpływ na rozwój tego stanu miała zarówno izolacja społeczna, jak i stała ekspozycja na informacje o pandemii. Badania wykazały również, że osoby narażone na pracę zdalną, czy pacjenci z chorobami przewlekłymi szczególnie odczuli skutki stresu związanego z pandemią.
Chociaż termin "zespołu stresu popandemicznego" nie jest oficjalnie uznany w klasyfikacjach chorób psychicznych, sugeruje się, że zjawisko wymaga dalszej analizy i odpowiedniego podejścia terapeutycznego.

## Wybrane podręczniki
1. Mateusz Grajek, Zespół stresu popandemicznego czyli o pandemii COVID-19 i zdrowiu psychicznym, Katowice, SUM 2024[22]
2. Mateusz Grajek, Agata Mitera, Psychodietetyka we współczesnym poradnictwie żywieniowym, Katowice, SUM 2020[23]
3. Mateusz Grajek, Justyna Nowak, Interwencje psychodietetyczne w wybranych zaburzeniach odżywiania, Katowice, SUM 2021[24]
4. Joanna Kobza, Mateusz Grajek, Wybrane problemy ochrony zdrowia w Polsce: część pierwsza, Katowice, SUM 2021[25]
5. Mateusz Grajek, Agnieszka Białek-Dratwa, Uwarunkowania zachowań żywieniowych, Katowice, SUM 2022[26]

## Wybrane publikacje
1. M. Grajek, K. Krupa-Kotara, A. Białek-Dratwa et al., Nutrition and mental health: A review of current knowledge about the impact of diet on mental health. Frontiers in Nutrition 9, 943998[27]
2. M. Grajek, K. Krupa-Kotara, A. Białek-Dratwa et al., Prevalence of emotional eating in groups of students with varied diets and physical activity in Poland. Nutrients 14 (16), 3289[28]
3. M. Grajek, E. Działach, M. Buczkowska et al., Feelings related to the COVID-19 pandemic among patients treated in the oncology clinics (Poland). Frontiers in Psychology 12, 647196[29]
4. D. Łaskawiec, M. Grajek, P. Szlacheta et al., Post-pandemic stress disorder as an effect of the epidemiological situation related to the COVID-19 pandemic. Healthcare 10 (6), 975[30]
5. A. Białek-Dratwa, D. Szymańska, M. Grajek et al., ARFID—Strategies for dietary management in children. Nutrients 14 (9), 1739[31]